# Ražena glavica
Ražena glavica (ražena gljivica; Claviceps Purpurea) je vrsta gljiva iz porodice glavica (Clavicipitaceae), iz reda kvrgavica (Hypocreales), odjeljka askomiceta.

## Osobine
Spolni stadij sastoji se od većega broja sitnih kruškolikih plodišta utisnutih u glavičasti nosač – stromu, koji se nalazi na vrhu valjkasta drška.
Strome se razvijaju u proljeće iz crnoljubičastih tvrdih izduljenih sklerocija (u farmaciji poznatih pod imenom Secale curnutum).

Plodišta sazrijevaju tijekom ljeta te izbacuju nitaste askospore koje, raznošene vjetrom, zaraze ženske cvjetove raži.
Na zaraženim cvjetovima razvija se nespolni stadij koji proizvodi konidije (nespolne spore) i sladak sok koji zajedno s konidijama prenose kukci na nove biljke raži.

Na zaraženim se cvatovima poslije razvijaju sklerociji koji prezimljuju. Sklerociji sadrže otrovne alkaloide, zbog čega su nekad bila česta masovna trovanja zaraženim žitom. Danas su sklerociji te vrste dio farmakopeje jer njihovi alkaloidi imaju važnu primjenu u porodništvu.